# Giuseppe Baylon
Giuseppe Baylon (Firenze, 23 novembre 1909 – Fiesole, 27 maggio 2005) è stato un militare e aviatore italiano, pilota di grande esperienza, asso della Regia Aeronautica durante la seconda guerra mondiale. Dopo la firma dell'armistizio dell'8 settembre 1943 aderì alla Repubblica Sociale Italiana dove ricoprì l'incarico di Sottocapo, e poi di Capo di stato maggiore dell'Aeronautica Nazionale Repubblicana tra il 1943 ed il 1945.

## Biografia
Nacque a Firenze il 23 novembre 1909, e nel 1926 venne ammesso a frequentare la Regia Accademia Aeronautica di Caserta (Napoli), Corso Drago, sebbene di scarsa costituzione toracica. Per riuscire ad entrare nell'Accademia lavorò a lungo con gli estensori per rafforzare i muscoli pettorali. Capo Corso dell'Accademia per tre anni, ne uscì con il grado di sottotenente pilota nel 1929, assegnatoal l'idroscalo per idrovolanti dell'Isola di Sant'Andrea (Venezia), dove completò l'addestramento operativo. Durante i primi anni di servizio si distinse particolarmente come pilota collaudatore. Nel 1930 partecipò, quale pilota organizzatore, alla Trasvolata Atlantica guidata da Italo Balbo che, dopo aver compiuto 10.000 km senza scalo, con 11 idrovolanti Savoia-Marchetti S.55, ammarò a Rio de Janeiro il 12 gennaio 1931.
Nel 1937 partì volontario per la guerra civile spagnola con il grado di maggiore dell'Aviazione Legionaria, comandata dal tenente colonnello Ruggero Bonomi. Assegnato ai reparti da caccia il 26 novembre 1938 prese parte ad un combattimento tra una formazione di 24 Fiat C.R.32 del XVI Gruppo Caccia "La Cucaracha' contro i Polikarpov I-16 Rata sovietici dell'aeronautica repubblicana. Durante tale combattimento, avvenuto a quasi 7.000 metri di quota, con un C.R.32 speronò volontariamente un I-16 abbattendolo. Tale azione fu immortalata dal disegnatore Achille Beltrame sulla copertina della Domenica del Corriere. Rientrato in Italia al termine delle ostilità con una Medaglia d'argento al valor militare assunse il comando del 2º Gruppo (150ª, 151ª e 152ª Squadriglia) del 6º Stormo Caccia Terrestre, dotato di 27 CR.32, e di base sull'aeroporto di Taranto-Grottaglie.

### La seconda guerra mondiale
Nei primi mesi di guerra (periodo dal giugno al novembre del 1940), i velivoli del 2º Gruppo C.T. furono impiegati in costanti pattugliamenti nel settore del basso Ionio, accumulando molte di ore di volo. Al termine del ciclo di operazioni il gruppo transitò sui monoplani Fiat G.50 Freccia. La prima azione di guerra ebbe luogo tra l'8 e il 14 luglio 1940, in occasione della battaglia di Punta Stilo. Verso l'inizio del mese di settembre il gruppo perse la 151ª Squadriglia, destinata ad operare in Belgio con il C.A.I. (Corpo Aereo Italiano). Il 20 settembre il 2º Gruppo divenne ufficialmente Autonomo anche se lo era già praticamente dall'entrata in guerra, e poco dopo, all'inizio d'autunno, fu impiegato in azioni belliche contro la Grecia. All'inizio della campagna la 150ª Squadriglia risultava ancora equipaggiata con nove Fiat C.R.32. Nel corso del mese di dicembre il Gruppo che comprendeva la 150ª e 152ª Squadriglia per un totale di 18 G.50 Freccia, ricevette l'ordine di trasferirsi in Africa Settentrionale.
Il 16 dello stesso mese gli venne assegnata di rinforzo la 358ª Squadriglia Tra il 21 e il 23 dicembre, con un organico di circa 27 aerei, il 2º Gruppo si trasferiva in Africa Settentrionale Italiana (A.S.I.), prendendo base a Castelbenito. Da questa base iniziò ad operare in missioni di difesa del porto di Tripoli e dintorni. L'esordio in combattimento avvenne il 9 gennaio 1941. Il reparto iniziò subito a fare i conti con le difficili condizioni ambientali del deserto, caratterizzate dall'infiltrazione di sabbia nei filtri e nei lubrificanti del propulsore. Nei primi mesi dell'anno fu promosso tenente colonnello, ma il 2º Gruppo senza più aerei in grado di volare a causa dell'usura bellica, fu rimpatriato il 22 luglio dello stesso anno.
Basato inizialmente a Treviso a partire dal 9 settembre 1941 il reparto venne riequipaggiato con i nuovi caccia Reggiane Re 2001 Falco II. A partire dal gennaio 1942 il 2º Gruppo iniziò il trasferimento verso la zona di operazioni, dapprima a Palermo per concentrarsi nel mese di maggio a Caltagirone. Alla fine di giugno iniziano un ciclo di operazioni sui cieli di Malta, effettuando missioni di scorta ai bombardieri. Nel mese di agosto lasciò il comando del gruppo al maggiore Pier Giuseppe Scarpetta. Il nuovo comandante del reparto perderà la vita il 14 agosto, durante una missione di scorta a tre aerosiluranti tedeschi.  Nell'aprile 1943 assunse il comando del 1º Stormo Caccia Terrestri. I piloti dello stormo combatterono strenuamente i difesa dei cieli della Sicilia decollando fino all'8 maggio da Pantelleria e successivamente con l'arrivo dei nuovi Aermacchi C.205 Veltro dai campi di volo siciliani di Catania e Chinisia nel disperato tentativo di ostacolare i bombardamenti aerei alleati sulle città italiane. Nel mese di giugno arrivò l'ordine di versare gli aerei ancora bellicamente efficienti al 4º Stormo, mentre i piloti ed il personale furono richiamati ad Osoppo. L'armistizio dell'8 settembre 1943 colse il suo reparto in corso di riorganizzazione sui campi d'aviazione di Ronchi dei Legionari e Aviano.

### Nell'Aeronautica Nazionale Repubblicana
I tedeschi lo catturarono internandolo a Mantova con 10 dei suoi piloti, ma su invito del tenente colonnello Ernesto Botto decise di aderire alla Repubblica Sociale Italiana. Il 25 settembre prese servizio come Sottocapo di Stato maggiore della neocostituita Aeronautica Nazionale Repubblicana. Lo Stato maggiore dell'A.N.R. ebbe inizialmente sede a Roma, dove rimase fino al novembre 1943, trasferendosi poi all'Hotel Mediterraneo di Bellagio (Como), dove si trovava anche la sede del Sottosegretariato di Stato presso Villa Melzi d'Eril, rimanendovi fino al settembre 1944. In tale data si trasferì a Milano presso la 1ª Zona Aerea Territoriale con sede in Piazza "Italo Balbo".  Su sua precisa disposizione tale aeronautica comprendeva reparti da caccia, aerosiluramento, addestramento e trasporto, ma non da bombardamento. Dal 1º marzo 1944 svolse per sei giorni le funzioni di Capo di stato maggiore dell'A.N.R., diventandolo definitivamente dal 6 settembre dello stesso anno. A chiamarlo a svolgere tale funzione era stato il Sottosegretario di stato all'Aeronautica Ernesto Botto. Dopo la destituzione di Botto collaborò con lealtà anche con i tre Sottosegretari che seguirono: Arrigo Tessari, Manlio Molfese e Ruggero Bonomi, mai tollerando la totale dipendenza disciplinare dalla Luftwaffe.
Su sua l'iniziativa avvenne l'istituzione del Tribunale militare di guerra per l'Aeronautica con Decreto n. 999 del 14 settembre 1944 XXII, presieduto dal tenente colonnello Giovan Battista Della Martina. Durante lo svolgimento dell'Operazione Phoenix, lo scioglimento dell'A.N.R. voluto dal generale tedesco Wolfram von Richthofen, fu sul punto di essere arrestato dalle SS, ma alla fine fu reintegrato nell'incarico, che mantenne sino al crollo finale. Questo il parere espresso da Baylon su Mussolini durante l'incontro avuto nel novembre 1944: Ho avuto alcuni colloqui a Gargnano e ho riportato l'impressione di un uomo che incuteva grande soggezione. Il suo carisma non era scemato. Era affabile, con voce persuasiva. Lucidissimo, vedeva il fondo di ogni problema, anche di quelli che non conosceva. Quando mi ricevette, il 26 novembre 1944, con il nuovo Sottosegretario Molfese che per l'emozione prese a balbettare, con un gesto della mano mi invitò a proseguire dicendo: parlate Voi, Baylon. Baylon non era apertamente fascista, e lo stesso Mussolini, anzi, lo definiva un afascista.
Durante i primi mesi del 1945 la situazione bellica precipitò, e nell'aprile dello stesso anno attese a Bergamo l'arrivo delle forze alleate, non abbandonando mai i suoi uomini: piloti, specialisti, artiglieri, paracadutisti e avieri dei Btg. Arditi Paracadutisti. Tutto il personale ebbe un lasciapassare che consentì a gran parte di loro di rientrare nelle loro case. 
Catturato dagli alleati il 1º maggio fu arrestato e trasferito sotto scorta a Roma in aereo, insieme al Sottocapo di stato maggiore Remo Cadringher e al tenente colonnello Aldo Alessandrini comandante del 2º Gruppo Caccia Terrestri. Fu successivamente degradato dalle autorità militari della Regia Aeronautica a soldato semplice di fanteria, ed imprigionato nel carcere civile di Regina Coeli. Poco dopo fu trasferito in quello militare di Forte Boccea, per poi essere portato al carcere di San Vittore a Milano dove il 12 gennaio 1946 la Sezione Speciale di Corte d'Assise lo assolse dall'accusa di "collaborazionismo col tedesco invasore" con la formula per non aver commesso il fatto.
Fu reintegrato nel grado nel 1949, ma posto in congedo illimitato nel 1950. Ritornato alla vita civile si dedicò all'imprenditoria, alla letteratura e alla storiografia, conducendo vita riservata in una grande villa di Via Bosconi alle Caldine di Fiesole. Sposò Diana Pagnotta, originaria di Bevagna (Perugia) scultrice e poetessa. Dal 21 aprile 1991 fu componente della Consulta d'Onore dell'Istituto Storico della RSI. Si spense a Fiesole (FI) il 27 maggio 2005.

### Annotazioni
1. ↑  Anch'essa equipaggiata con nove Fiat G.50 Freccia e un Caproni Ca.133 da trasporto.
2. ↑  Comando del 1º Stormo con il 6º Gruppo, rientrato in precedenza dalla Tunisia, mentre il 17º Gruppo si trovava sull'aeroporto di Chinisia.
3. ↑  Il Sottocapo di stato maggiore divenne Remo Cadringher.
4. ↑  Botto era un collega più giovane di 3 anni in Accademia, commilitone in Spagna dove lo sostituì al comando della 32ª Squadriglia caccia che, in onore alla amputazione di una gamba in seguito a una ferita riportata in combattimento del comandante Botto, prenderà il nome “Gamba di Ferro”.
5. ↑  La motivazione della sentenza fu: La giuria ha avuto la prova indubbia dell'onestà dei Ten. Col. Baylon (...) onestà che nel tempo dell'insurrezione non ha subito nessuna influenza e pur in mezzo a tumulti e sommovimenti è rimasta intatta. (...) l'intenzione del Baylon, avvalorata dalle testimonianze, era quella dei soldato che si mette agli ordini della patria.

### Fonti
1. 1 2 3 4 5 6 7 8 9 10 11 12 13  Paciaroni 2011, p. 25.
2. 1 2  Ufficio Storico Stato Maggiore dell'Aeronautica 1969, p. 49.
3. 1 2 3  Apostolo 1996, p. 26.
4. 1 2  Apostolo 1996, p. 27.
5. ↑  Apostolo 1996, p. 29.
6. ↑  Bollettino Ufficiale 1950 disp. 18 pag. 1738.